# عیسی بنیامین
عیسی بنیامین (۱۵ مه ۱۹۲۴–۱۴ ژانویه ۲۰۱۴) خوشنویس و آموزگار ایرانی-آشوری بود.

## زندگی‌نامه
عیسی بنیامین از پدر و مادر آشوری، میرزا بنیامین کلدانی (۱۸۷۹–۱۹۶۶) و استر در سال ۱۹۲۴ در تبریز زاده شد و اندکی پس از آن، در ارومیه اقامت گزید.
علاقه بنیامین به زبان نئوآرامی در جوانی و هنگامی که پدرش که اصالتاً اهل سلماس ایران بود، خواندن و نوشتن نئوآرامی را به او آموخت، شکل گرفت. زمانی که بنیامین هفده ساله بود به هنر خوشنویسی روی آورد و آن را زیر نظر اسقف هاویل زایا، اسقف اعظم ارومیه و سلماس، آموخت.
بنیامین کتاب‌های گوناگونی از جمله هفته نامه آشوری-فارسی میان سال ۱۹۵۱ و ۱۹۶۲ را منتشر کرد که یکی از اولین کتاب‌ها در زمینه اصول نوشتن آشوری بود. وی از ۱۹۸۱ تا ۱۹۸۳ سردبیر هفته‌نامه آشوری ایشتار (نام خدای زن آشور باستان) بود.از سال ۱۹۷۵، بنیامین بیشتر وقت خود را به نقاشی و تصویرگری با استفاده از خط آشوری و ایجاد صدها قطعه هنری اختصاص داد. در سال ۱۹۹۳، دو اثر بنیامین در The Voice of Ink ، که یک مجله فرانسوی است، چاپ شدند.
عیسی بنیامین در ۲۰ ژانویه ۲۰۱۴ درگذشت.

## جوایز
- جایزه تعالی که توسط انجمن دانش آشوری شیکاگو در سال ۱۹۹۱ اهدا شده‌است
- جایزه تعالی توسط کتابخانه آشوربانیپال در شیکاگو در سال ۱۹۹۱ اهدا شد
- جایزه حمورابی توسط سازمان میراث آشوری شیکاگو در سال ۱۹۹۲ اعطا شد
- جایزه آشورانیپال توسط فدراسیون ملی آشوریان آمریکا در سال ۱۹۹۴ اهدا شد
- جایزه هنرهای بین‌النهرین (Raab-Amne) از انجمن کمک‌های آشوری در سال ۲۰۰۹.